# Carbon Point
Der Carbon Point (spanisch Punta Carbón) ist eine Landspitze am südwestlichen Ende von Candlemas Island im Archipel der Südlichen Sandwichinseln. Sie liegt unmittelbar nordwestlich des Clapmatch Point.
Der Name der Landspitze ist in einer hydrographischen Veröffentlichung aus Argentinien aus dem Jahr 1953 verzeichnet.